# بادئة (أدب)

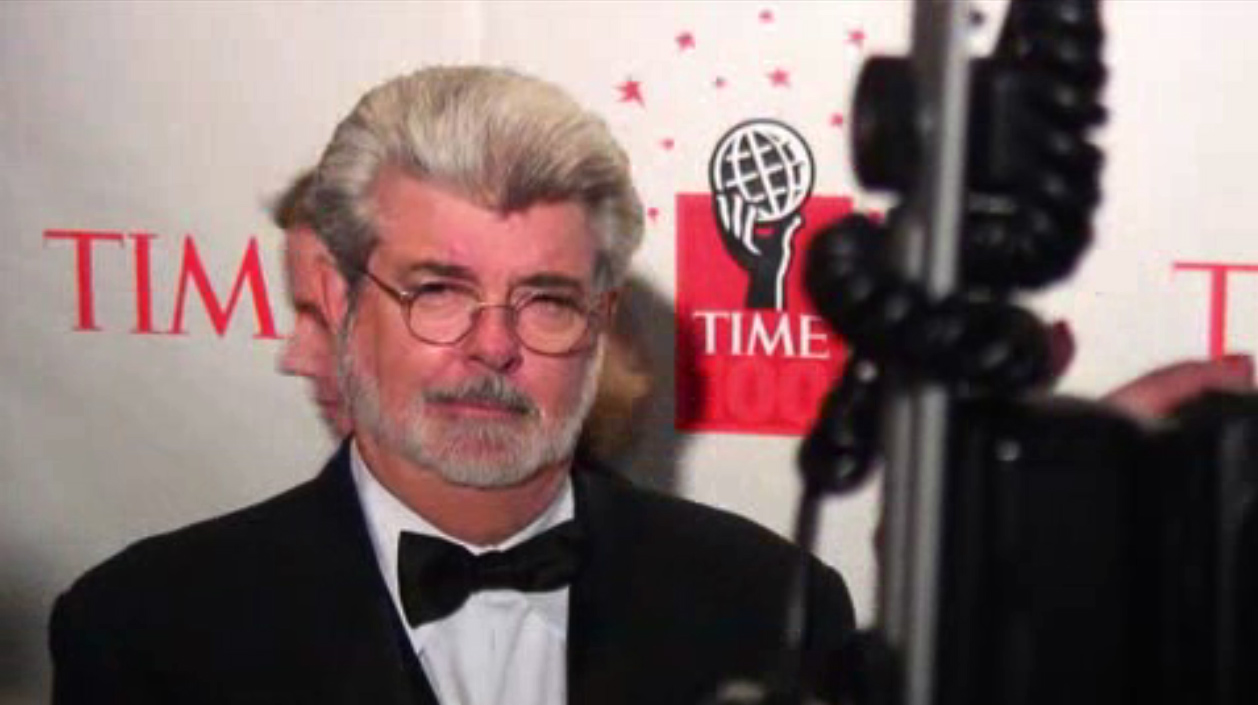

بادئة (بالإنجليزية: Prequel)‏ في الأدب أو الأعمال السينمائية هو عمل تسبق قصته العمل الاصلي، من خلال التركيز على الأحداث قبل أحداث العمل الأصلي. البرقول عكس التتمة التي تعتبر مكمل للعمل الأصلي.
في العصر الحديث كثرت الأعمال السينمائية التي تقع أحدثها قبل العمل الأصلي مثل بروميثيوس (2011) الذي يتعبر برقول لفضائي (1979).